# Aspesi (cognome)
Aspesi è un cognome di lingua italiana, tipico dell'Italia settentrionale.

## Origine e diffusione
Il cognome deriva da una serie di variazioni dell'originale de Asperi, che compare nei più antichi status animarum di parrocchie della zona di Gallarate, datati 1574; per l'esattezza compaiono con questo cognome 20 nuclei famigliari (detti fochi) a Cardano (oggi Cardano al Campo), 2 a Ferno e una vedova a Lonate Pozzolo.
Nelle registrazioni parrocchiali che seguono, il cognome si modifica negli anni in de Aspesis, Aspesis, Aspes e infine Aspesi, che si consolida stabilmente nella seconda metà del 1700. Curiosamente non tutti gli Aspesi avevano in origine questo cognome, infatti alcuni discendono da una famiglia di de Thomasi (cognome oggi esistente come de Tomasi), registrata in uno status animarum del 1661 come "de Thomasi ditti de Asperi" e residente alla Cassina delle Fornaci, nell'attuale territorio del comune di Samarate, precisamente nella frazione di S. Macario; nel successivo status animarum del 1664 la famiglia risulta come "de Asperi ditti de Thomasi" e il minore dei 9 figli, Antonio, viene registrato al suo matrimonio, nel 1673, con cognome Aspesis, da lui poi discendono alcune famiglie di Aspesi giunte fino a oggi, mentre i rami collaterali discendenti da questa famiglia si sono estinti o hanno avuto discendenza esclusivamente femminile.
Dal cognome Aspesi deriva il nome dell'azienda motociclistica Aspes.

## Curiosità
- Dal 1800 al 2011 gli Aspesi decorati dalla Presidenza della Repubblica Italiana sono stati 8,[5] fra cui Natalia Aspesi.